# Ptelopoúla
Ptelopoúla är en ort i Grekland.   Den ligger i prefekturen Nomós Kardhítsas och regionen Thessalien, i den centrala delen av landet, 210 km nordväst om huvudstaden Aten. Ptelopoúla ligger 114 meter över havet och antalet invånare är 327.
Terrängen runt Ptelopoúla är huvudsakligen platt, men åt sydväst är den kuperad.Runt Ptelopoúla är det ganska glesbefolkat, med 25 invånare per kvadratkilometer. Närmaste större samhälle är Karditsa, 6,5 km nordväst om Ptelopoúla. Trakten runt Ptelopoúla består till största delen av jordbruksmark.